# ست ندرمایر
ست ندرمیر (انگلیسی: Seth Neddermeyer؛ زاده ۱۶ سپتامبر ۱۹۰۷ درگذشته ۲۹ ژانویهٔ ۱۹۸۸) یک فیزیک‌دان اهل ایالات متحده آمریکا بود.